# Гогино (Челябинская область)
Го́гино — посёлок железнодорожной станции в Брединском районе Челябинской области России. Входит в состав Боровского сельского поселения.

## География
Населённый пункт находится на расстоянии 35 км к северо-востоку от села Бреды, административного центра района. Рядом проходит газопровод Бухара — Урал.

## Население
| 2002 | 2010 |
| ---- | ---- |
| 713  | ↘593 |

### Половой состав
По данным Всероссийской переписи, в 2010 году численность населения посёлка составляла 593 человека (295 мужчин и 298 женщин).

## Улицы
| - ул. Лесная, - ул. Пристанционная, - ул. Набережная, - ул. Проезжая, | - ул. Садовая, - ул. Степная, - ул. Элеваторная. |

## Транспорт
В посёлке расположена одноимённая железнодорожная станция. Железная дорога Орск — Карталы электрифицирована переменным током в 1968 году.